# National Tropical Botanical Garden

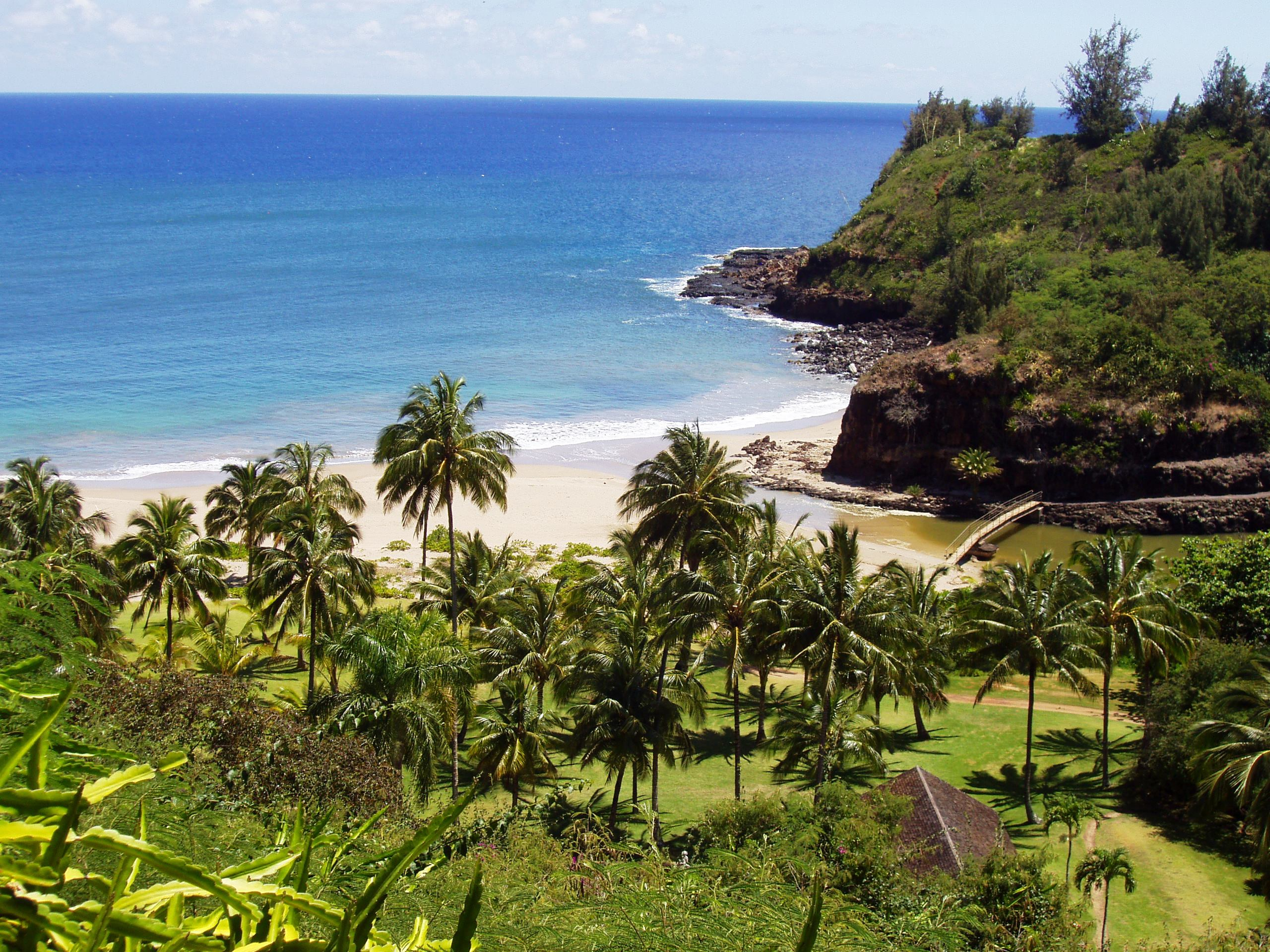
Uitzicht over de Allerton Garden

De National Tropical Botanical Garden (NTBG) is een Amerikaanse non-profitorganisatie die zich richt op het ontdekken, het beschermen, het wetenschappelijk onderzoek en de promotie van tropische planten.

## Geschiedenis
De National Tropical Botanical Garden is in 1964 opgericht als de Pacific Tropical Botanical Garden met behulp van een Congressional Charter, een wet die is aangenomen door het Amerikaans Congres en die de doelstellingen, het gezag en de activiteiten van een organisatie weergeeft. In 1970 werd het eerste land aangekocht, wat later de Lāwa‘i Garden (nu bekend als McBryde Garden) zou vormen. Daarna werd land verkregen door aankopen en schenkingen. In 1984 werd The Kampong (een tuin in Miami, Florida) aan de organisatie geschonken. In 1988 kreeg de organisatie vervolgens zijn huidige naam, omdat deze door het verkrijgen van een tuin aan de zuidkust van Florida toepasselijker werd bevonden.

## Netwerk van botanische tuinen en natuurreservaten
De NTBG beheert een netwerk van botanische tuinen en natuurreservaten met tropische planten die zijn gevestigd in Hawaï en Florida. Het netwerk omvat ruim 700 ha aan land. De NTBG is aangesloten bij Center for Plant Conservation, een non-profit netwerk van meer dan dertig botanische instituten, dat zich richt op de bescherming en het herstel van de oorspronkelijke flora van de Verenigde Staten. Tevens is de NTBG aangesloten bij Botanic Gardens Conservation International, een non-profitorganisatie die botanische tuinen samen wil brengen in een wereldwijd samenwerkend netwerk om te komen tot het behoud van de biodiversiteit van planten. Ook is de NTBG aangesloten bij de American Public Gardens Association, een overkoepelende organisatie van publiek toegankelijke tuinen in Noord-Amerika.
Het hoofdkwartier van de NTBG is gevestigd in Kalaheo op het Hawaïaanse eiland Kauai. Hier zijn het secretariaat, onderzoeksfaciliteiten (waaronder een bibliotheek en een herbarium) en educatieve faciliteiten gevestigd. Het hoofdkwartier kijkt uit over de McBryde Garden. Nabij deze tuin ligt de Allerton Garden. In Poipu ligt het Visitors Center for McBryde Garden and Allerton Garden, het bezoekerscentrum voor deze twee tuinen. Hier worden tentoonstellingen en beplantingen getoond. Er is hier een geschenkenwinkel en het is het startpunt van rondleidingen. Aan de noordkust van Kauai in de Limahuli Valley in Ha`ena ligt de Limahuli Garden and Preserve. Op Maui ligt aan de oostkust in de buurt van Hana de Kahanu Garden. Op het eiland Hawaï liggen Awini Preserve en Ka‘upulehu Preserve. In Florida ligt The Kampong in de wijk Coconut Grove in Miami.
Het NTBG is aangesloten bij de Council on Botanical and Horticultural Libraries, een internationale organisatie van individuen, organisaties en instituten die zich bezighouden met de ontwikkeling, het onderhouden en het gebruik van bibliotheken met botanische literatuur en literatuur over tuinen. Daarnaast is de NTBG aangesloten bij de American Institute of Biological Sciences (AIBS), een wetenschappelijke associatie die zich richt op het bevorderen van biologisch onderzoek en onderwijs in de Verenigde Staten. Het NTBG is lid van de Natural Science Collections Alliance, een Amerikaanse non-profit-associatie die zich richt op de ondersteuning van natuurwetenschappelijke collecties, hun menselijke middelen, de instituten die de collecties huisvesten en hun onderzoeksactiviteiten.

## Activiteiten
De NTBG heeft een grote collectie tropische planten, waaronder endemische soorten uit Hawaï en andere eilanden in de Grote Oceaan. Ook heeft de NTBG een grote collectie cultivars van de broodboom. Het Breadfruit Institute is opgericht om zich bezig te houden met het bewaren van zo veel mogelijk cultivars van de broodboom en tuinbouwkundig en voedingsonderzoek hiervan.
De NTBG houdt zich bezig met natuurbescherming door de identificatie van planten die het risico lopen om uit te sterven, waarna er zaden en plantmateriaal wordt verzameld om de plant te kunnen kweken en te zorgen voor het behoud van deze planten. Hiervoor heeft de organisatie de beschikking over een zaadbank en weefselkweekfaciliteiten. Ook houdt de NTBG zich bezig met herstel van habitats, de bescherming van endemische soorten op hun natuurlijke standplaatsen en de herintroductie van in de natuur verdwenen soorten.